# 中所营街道
中所营街道是中华人民共和国陕西省汉中市南郑区下辖的一个街道办事处。2019年5月17日设立，将大河坎镇中所营社区整建制划归中所营街道办事处管辖。街道办驻地标准门牌号为惠丰路138号。行政区划界线，将按照2018年国检第四轮边界线联检核准为界。所辖社区（村）行政区域范围和驻地均保持不变。

## 行政区划
中所营街道下辖以下村级行政区划单位：
张家村社区、中所营社区、康家营社区、苏家山村、丁舒营村、董家营村和回龙寺村。